# Upplands runinskrifter Fv1974;212
Upplands runinskrifter Fv1974;212 är ett vikingatida runstensfragment av sandsten som funnits i Mariakyrkan, Sigtuna och Sigtuna kommun. Man trodde tidigare den utgjort fragment "G" tillhörande runristningen U 397. Ny forskning visar att det är sannolikt att två olika runstensfragment av en tillfällighet liknat varandra. Detta fragment som har tidigare hade signum U 397B i Samnordisk runtextdatabas bör alltså inte längre upptas under de runinskrifter som hör till S:t Pers ruin, utan under Mariakyrkan och signumet har ändrats till U Fv1974;212 för att undvika förväxlingar.

## Inskriften
Translitterering av runraden:
...aþ[u-] ...
Normalisering till runsvenska:
... ...
Översättning till nusvenska:
fader(?)

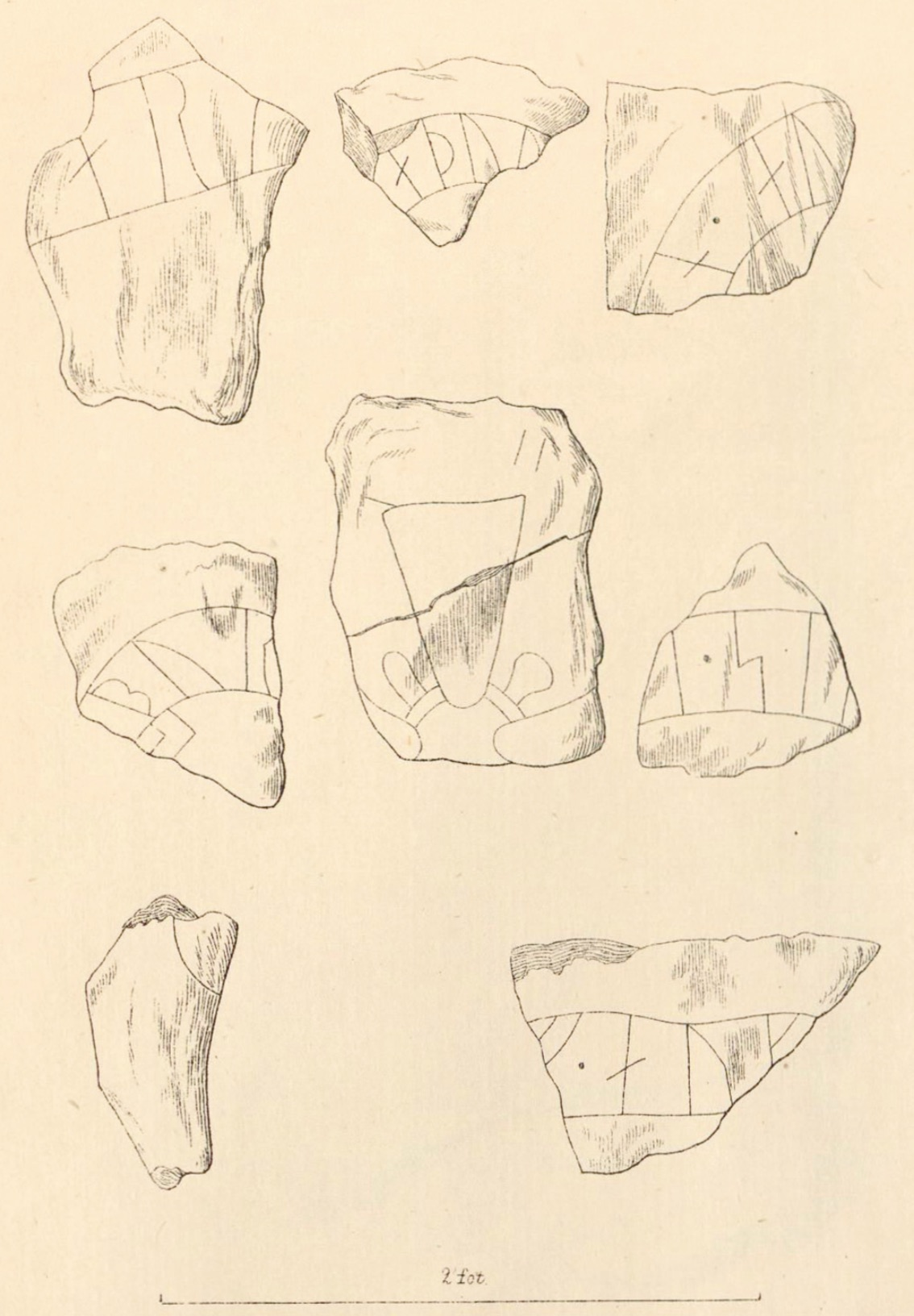
U 397 med aþu- fragmentet högst upp i mitten av bilden.

Runföljden aþur kan vara resterna av ordet faður dvs. ackusativformen av substantivet faðiʀ – ’fader’.